# Ivo Ištvan
Ivo Ištvan (* 1965 Brno) je český státní zástupce. V letech 1997 až 2007 a poté 2011 až 2022 byl vedoucím státním zástupcem Vrchního státního zastupitelství v Olomouci, od roku 2022 je státním zástupcem u Nejvyššího státního zastupitelství.

## Život
Absolvoval práva na Univerzitě Jana Evangelisty Purkyně (dnes Masarykova univerzita) v Brně, poté prošel praxí právního čekatele a v roce 1994 se stal státním zástupcem Okresního státního zastupitelství Brno-venkov.

### Vrchní státní zastupitelství v Olomouci
Již o tři roky později byl v roce 1997 jmenován vrchním státním zástupcem Vrchního státního zastupitelství v Olomouci. Do povědomí veřejnosti se dostal např. v případu údajného uplácení poslance Zdeňka Kořistky, kde posoudil zadržení Marka Dalíka a lobbisty Jana Večerka jako nezákonné a že ani nejsou zákonné důvody pro uvalení vazby.

#### Justiční mafie, odvolání a návrat do funkce
Ještě výraznější jeho mediální stopa byla v kauze Jiřího Čunka, kdy byl v listopadu 2007 na základě kritiky poměrů na Nejvyšším státním zastupitelství z podnětu tehdejší nejvyšší státní zástupkyně Renaty Vesecké ministrem Pospíšilem odvolán. Novou nadřízenou Milenou Hojovcovou byl přeřazen k výkonu práce z Brna do Olomouce. Uspěl u soudu, který uznal absenci jeho souhlasu k přeřazení. Bránil se také správní žalobou o neplatné odvolání z funkce a uspěl.
Aby se předešlo dalším soudním sporům, do funkce vrchního státního zástupce byl znovu jmenován podle zákona začátkem roku 2011 na návrh nejvyššího státního zástupce (již Pavel Zeman). V období let 2007–2011 jmenovaná vrchní státní zástupkyně Hojovcová, spojována s „justiční mafií“, byla přeřazena na řadové místo v Brně. O rok později podal kárnou žalobu na brněnského krajského státního zástupce Petra Coufala, který rozhodl o trestním oznámení, směřujícím proti němu samotnému v bagatelní věci neoprávněného parkování.

#### Kauza Nagyová
V roce 2013 zahájil tzv. kauzu Nagyová, zejména v části „poslaneckých trafik“ vyústila v pád vlády Petra Nečase. Poté, co Nejvyšší soud rozhodl v této části kauzy, že poslanci, kteří se vzdali svého poslaneckého mandátu za příslib místa ve státní správě (tzv. trafika), nejsou trestně stíhatelní z důvodů poslanecké imunity, musel Ivo Ištvan čelit další mediální kritice ze strany Petra Nečase. Tehdy již expremiér (demisi podal 17. června 2013) ho v červenci téhož roku kritizoval slovy: „rozehrává absurdní drama s celou naší zemí“ nebo „vyvolal ústavní krizi“. Komentátoři připomněli, že znovu došlo k pokusu o nepřijatelné „trestání nezávislé justice“ ze strany politiků. V dalších rozhovorech Ivo Ištvan poukázal na povinnost stíhat podle Trestněprávní úmluvy o korupci, vyhlášené již v roce 1999 v Štrasburku.

### Nejvyšší státní zastupitelství
Ke konci března 2022 rezignoval na funkci vedoucího státního zástupce Vrchního státního zastupitelství v Olomouci a byl přeložen k Nejvyššímu státnímu zastupitelství v Brně.